# Mythos (gioco di ruolo)
le gesta dei possenti e nobili Eroi
che ogni giorno si immolano agli Dei
per un fulgente attimo di eterna gloria...»
(Hesiodos, Inno agli Eroi)
Mythos è un gioco di ruolo ambientato su Hellas, la Grecia mitologica descritta da Omero ed Esiodo; dove il destino di tutto il mondo era deciso dal volere degli Dei e dalle imprese degli eroi.
I personaggi che si possono interpretare giocando a Mythos sono eroi ed eroine, simili ad Eracle, Medea o Dedalo, che scegliendo di venerare una o più divinità dell'Olimpo, entrano a far parte dei Culti Misterici.
Grazie ai poteri che questi culti concedono ai loro proseliti, che permettono di trascendere i normali limiti umani, i personaggi possono compiere gesta epiche.
Gli dei pagani sono però famosi per la loro volubilità, dunque i personaggi devono badare che le loro azioni non facciano adirare gli Dei, i quali grazie ai loro poteri hanno il completo controllo dell'Hellas.

## Geografia dei luoghi
Il mondo di gioco è chiamato Mondo Epico, ed ha una forma sferico-ovoidale.
In esso operano varie divinità, chiamate Divinità Primigenie, che nel loro complesso danno vita e forma a tutto il creato, chiamato Kòsmos. 
Al centro del Kòsmos si trova Gaia, la Grande Madre Terra sotto forma di un disco piatto di terraferma. Al centro di Gaia si trova Hellas, la Terra degli Eroi, sormontata dal Monte Olimpo, la dimora degli Dei. 
Tutt'intorno a Gaia scorre il fiume Oceano, origine di tutti i corsi d'acqua.
Urano, il Cielo Stellato, sormonta Gaia ed Oceano con la sua volta celeste.
Nelle profondità di Gaia si cela il Regno di Ade, popolato dalle ombre dei defunti e riempito da Erebo, l'assoluta oscurità.
Il punto più profondo del Kòsmos è l'abisso del Tartaro, dove sono stati confinati i nemici degli Dei.

## I personaggi

### Gli dei
Gli dei, dotati di poteri pressoché illimitati, risiedono in palazzi collocati sul Monte Olimpo e di lì osservano le gesta dei loro eroi. Zeus, dio del cielo e dei fulmini, è il Signore di tutti gli dei ed assieme a lui risiedono le dodici divinità principali del Pantheon: Ade, Afrodite, Apollo, Ares, Artemide, Demetra, Dioniso, Efesto, Hera, Hermes e Poseidone. Ognuno degli Dei cerca di influenzare il Mondo Epico più che può, sia con interventi diretti, sia infondendo i propri poteri nei loro eroi tramite i Culti Misterici. Gli Dei sono volubili, capricciosi e vendicativi: così come dispensano potere, gloria e fortuna possono distribuire miseria, infamia e sfortuna. Scendono spesso e volentieri dall'Olimpo per camminare su Hellas e gli eroi possono cercare di ingraziarseli compiendo ardue imprese oppure con sacrifici cospicui.

### Gli eroi
Il giocatore, in Mythos, interpreta il ruolo di un Eroe o di un'Eroina, la sintesi delle massime virtù degli Elleni, e si cimenterà in varie imprese.

## Il sistema EPiX

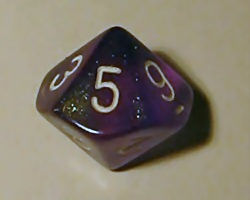
Un dado a 10 facce

Il sistema EPiX è basato sul dado a 10 facce (il dado più vicino al sistema decimale). La riuscita in una prova è data dal superamento o meno di una certa "difficoltà", ovvero un fattore numerico tanto più elevato quanto più ardua è l'impresa da compiere. Il raggiungimento di tale punteggio viene calcolato in base a delle semplici addizioni, fra il risultato del lancio di uno o più dadi e dei valori decisi dai giocatori nell'atto di creazione della scheda. Ogni Personaggio, inoltre, ha a propria disposizione un numero limitato di Punti Fato, che consentono una certa possibilità di condizionare la riuscita di alcune azioni.